# Rytele Suche
Rytele Suche – wieś w Polsce położona w województwie mazowieckim, w powiecie sokołowskim, w gminie Ceranów. Ma status sołectwa. Leży  na lewym brzegu Bugu.
Zaścianek szlachecki Suche należący do okolicy zaściankowej Rytele położony był w drugiej połowie XVII wieku w ziemi drohickiej województwa podlaskiego. W latach 1975–1998 miejscowość administracyjnie należała do województwa siedleckiego.
Mieszkańcy wyznania rzymskokatolickiego należą do parafii Niepokalanego Poczęcia NMP w Ceranowie.